# Vitascopi
El vitascopi és un projector de cinema que va ser exhibit per primera vegada l'any 1895 a la Cotton States and International Exposition a Atlanta, Geòrgia, Estats Units. Els seus creadors van ser Thomas Alva Edison i Thomas Armat, havent modificat l'anomenat phantoscopi, creació de Charles Francis Jenkins.
El vitascopi emetia successions d'imatges sense intermitències en una paret o pantalla, fet que permetia que les imatges fossin vistes al mateix temps per una gran quantitat de públic. Això el diferenciava d'anteriors sistemes de projecció d'imatges. L'èxit econòmic de les seves primeres projeccions va provocar un conflicte entre els seus creadors, els quals es van discutir per la seva invenció.
Armat, qui posseïa els drets legals, va vendre el vitascopi a la mateixa companyia que produïa el cinetoscopi. Aquesta empresa es va adonar que el seu cinetoscopi aviat quedaria obsolet davant del ràpid avanç de l'enginyeria cinematogràfica.
Thomas Alva Edison va arribar a un acord amb Armat mitjançant el qual Edison seria considerat l'inventor del phantascopi, que des de llavors seria conegut com a vitascopi.

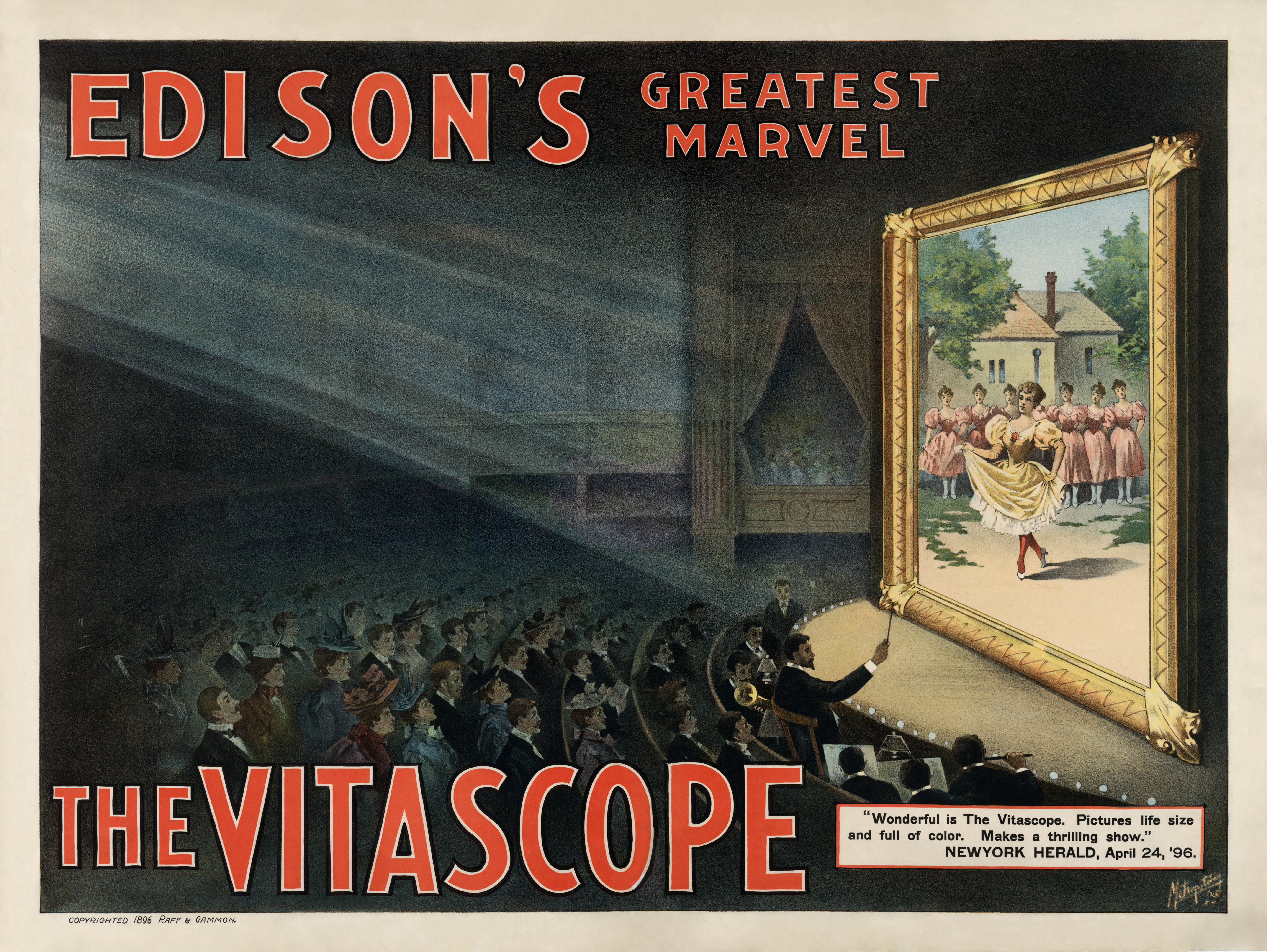
Il·lustració d'una projecció amb Vitascopi.

## Història
Edison no va voler comercialitzar el vitascopi fins passats uns anys, ja que el cinetoscopi encara era rendible. No obstant, les projeccions de pel·lícules amb el vitascopi podien generar majors beneficis, ja que, a diferència del cinetoscopi (el qual oferia una visualització individual), la pel·lícula podia arribar a un públic més extens. Al mateix temps hi van haver altres intents de desenvolupar nous sistemes de reproducció.
La primera exhibició en sales va ser el 23 d'abril de 1896, al Koster and Bial's Music Hall de Nova York. Altres competidors aviat van mostrar els seus propis sistemes de projecció als cinemes nord-americans, inclòs l'eidoloscopi, una còpia del vitascopi, el Cinematògraf dels Lumière, que havia debutat ja a Europa el 1895; Birt Acres Kineopticon, i fins i tot l'American Mutoscope & Biograph Company va produir un projecte propi. El vitascopi, juntament amb molts dels projectors de la competència, es va convertir en una atracció popular a fires i teatres de vodevil de les principals ciutats dels Estats Units. Els expositors podien triar les pel·lícules que volguessin del catàleg d'Edison, i fins i tot en quin ordre o seqüència disposar-les.
La Edison Company va començar el desenvolupament del seu propi projector al novembre de 1896, abandonant la comercialització dels vitascopis.

## Comercialització
Thomas Edison i Thomas Armat se'n van beneficiar en gran manera, mentre que molts altres inversors van arribar a acabar en números vermells. Els inversors van perdre diners amb el vitascopi a causa de la forma en què es comercialitza per al públic. Raff i Gammon estaven a càrrec de la franquícia als EUA i Canadà. Ells van oferir als inversors l'oportunitat de comprar als drets d'ús del vitascopi exclusivament en el seu estat. Això va crear un efecte de monopoli per un temps i el públic va veure obligat a prendre el que qualsevol expositor els estava donant. Al cap d'un temps, Raff & Gammon només tenien aproximadament 20 pel·lícules per ser utilitzades pels directors de vodevil. Ells no van tenir els recursos per tal d'actualitzar contínuament a l'audiència cinemàtica amb pel·lícules noves.

## Difusió internacional

### Colòmbia
El 21 d'agost de 1897 es va realitzar una presentació del vitascopi al Teatre Peralta de Bucaramanga, sent considerada com la primera funció de cinema on es van projectar títols del repertori d'Edison a Amèrica del Sud.
El 22 d'agost del mateix any, un desconegut empresari va presentar el vitascopi a Cartagena d'Índies, on també va tenir una gran acceptació i bones crítiques per part de la premsa. Aleshores ja es denominava cinematògraf a tot aparell projector d'imatges en moviment.
L'1 de Setembre, l'empresari Ernesto Vico, promotor d'espectacles, va presentar el vitascopio en el Teatre Municipal de Bogotà, on es van projectar cintes dels germans Lumière, mostrant-li al públic imatges de tot el món. La projecció va ser molt criticada pel públic, ja que es va considerar «més apropiada per a un saló i no per a un teatre».
A finals de 1897, es va instal·lar a Cartagena d'Índies una nova planta elèctrica, la qual cosa va permetre als empresaris Salvador Negra i Pages presentar el cinematògraf dels germans Lumière, que immediatament va obtenir una gran acceptació i va ser destacat com a superior al vitascopi d'Edison.

### Mèxic
Al 1895 va arribar a Mèxic el kinetoscopi d'Edison, aparell individual de projecció d'imatges. Ja a l'agost del següent any, es van presentar a Mèxic el vitascopi d'Edison i el cinematográfo dels Lumière.
La primera projecció del vitascopi es va realitzar en el Teatro-Circo Orrin de la placeta de Villamil. Les vistes que més van impressionar van ser Obrers ferrers i La serpentina, ambdues realitzades per Edison. Aquesta última va causar més sorpresa en estar acolorida a mà fotograma per fotograma.

### Panamà
El 13 d'abril de l'any 1897, va arribar a la llavors colombiana Port de Colom la Companyia Universal de Varietats liderada per Balabrega, qui va portar amb si el vitascopi d'Edison. El 14 d'abril de 1897 es va realitzar la primera projecció pública de cinema a Panamà. L'espectacle va comptar a més amb números de màgia, ballarines, tir al blanc, etc. A més, va rebre bones crítiques per part dels diaris locals, destacant la nombrosa audiència.
El 19 d'abril del mateix any, Balabrega va arribar amb el seu espectacle a la Ciutat de Panamà. Tot i el mal funcionament de l'aparell projector, la concurrència va ser nombrosa i va quedar complaguda, tot i que en aquesta època es vivia una gran depressió, a causa de l'epidèmia de febre groga. Aquest va ser també el motiu pel qual la Companyia va abandonar el país abans que es decretés la paràlisi del trànsit a vapor a causa d'aquesta malaltia.

### Perú
El gener de 1897, es van projectar imatges en moviment amb el vitascopi. La primera funció d'un film (usant el cinematògraf dels germans Lumière) es va realitzar al febrer de l'any 1897 a la Confiteria Jardí Estrasburg (avui Club de la Unió ) a Lima.

### Veneçuela
L'11 de juliol de 1896, l'empresari Luis Manuel Méndez va presentar per primera vegada el vitascopi (adquirit mesos abans a Nova York) a la ciutat de Maracaibo de la mà de l'operador Manuel Trujillo Durán. Seria el 28 de gener de 1897, en acabar l'òpera La favorita, de Gaetano Donizetti, al teatre Baralt de Maracaibo, quan per primera vegada es van projectar imatges en moviment fetes a Veneçuela. No hi ha certesa de qui serien els operadors d'aquesta funció ni qui va fer aquestes primeres pel·lícules o amb quin aparell, però se sap amb certesa que no va ser Manuel Trujillo Durán. Les primeres pel·lícules que es van veure en aquesta projecció van ser: Noi banyant-se a la Llacuna de Maracaibo i Un cèlebre especialista traient queixals al Gran Hotel Europa.